# Ain (département)
Pour les articles homonymes, voir Ain.
L'Ain (/ɛ̃/) est un département français de la région Auvergne-Rhône-Alpes, dont le nom vient de la rivière Ain. L'Insee et La Poste lui attribuent le code 01. Sa préfecture est Bourg-en-Bresse.
Le département est composé de plusieurs entités culturelles et historiques : la Bresse savoyarde, la Dombes, le Bugey et le pays de Gex en sont les principales.

## Histoire

### Préhistoire
Les premières traces de peuplement de la région sont attestées dès le Paléolithique moyen avec les industries moustériennes. Quelques éléments d'industrie lithique plus ancienne (bifaces) ont été rapportés mais sans datation précise. Vers 15 000 av. J.-C., on constate une occupation plus importante du territoire à la suite du recul du glacier du Rhône qui libéra des terres. Ce peuplement semblait se constituer principalement de chasseurs et de pêcheurs, qui ont aussi laissé un important mobilier et des œuvres d'art réputées comme à la grotte de la Colombière.
Des traces d'habitats datant du mésolithique (abris de Sous-Sac à Craz près d'Injoux, de Thol, et de Sous-Vargonne en vallée du Suran, grottes du Pelat à Andert-Condon, de Souhait à Montagnieu, de Mopart à Glandieu) et du néolithique (abri du Roseau dans la vallée du Suran, grotte des Batteries Basses à Virignin ont été retrouvées.
Des découvertes de l'âge du bronze (saumons de cuivre de Seyssel, poteries, bracelets et armes décorées à Saint-Bernard, Peyzieux-sur-Saône, Beynost, Lompnas, Brégnier-Cordon) témoignent des activités de l'époque. 
Les cultures de Halstatt et de la Tène exercèrent plus tard leurs influences dans le domaine de la transformation du fer.  

### Période gauloise et conquête romaine
En Gaule, cinq peuples se partageaient la région : les Séquanes, les Ambarres, les Éduens, les Ségusiaves et les Allobroges. Mais les déplacements des Helvètes, à la suite des pressions exercées par les peuples germains, provoquent des tensions. C'est à cette même période que Jules César entame sa conquête de la Gaule. Au IIe siècle, deux grands ensembles divisent alors l'Ain : la Grande Séquanaise et la Lyonnaise.
Parmi les vestiges de l'époque romaine se trouvent le temple romain d'Izernore et l'aqueduc de Vieu.

### Moyen Âge
La fin de l'Empire romain vers 450, à la suite des invasions barbares, entraîne le passage du pays de l'Ain au cœur du royaume burgonde puis plus tard au royaume franc. Au début du VIe siècle, le diocèse de Belley est créé en conséquence des progrès de la christianisation dans la région.
L'époque carolingienne se caractérise par une subdivision de l'Ain en plusieurs "pagi" (pays) gouvernés par des comtes qui constitueront plus tard les grands fiefs qui apparaîtront à la fin du IXe siècle.
En 843, le traité de Verdun aboutit au partage du royaume entre les trois fils de Louis le Pieux. L'Ain fait partie du royaume de Lothaire Ier alors que la Bresse revient à Charles le Chauve. Les frontières ouest (la Saône) et nord du futur département sont alors fixées et ont constitué une limite culturelle entre le nord (langue d'oïl) et le sud (franco-provençal).

### États de Savoie

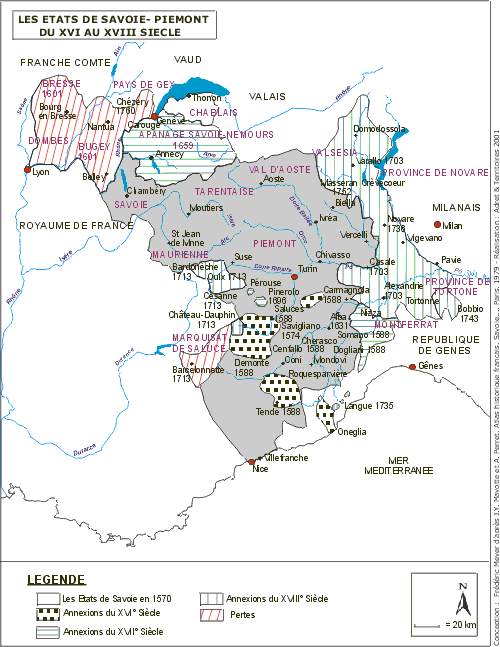
Les états savoyards entre le XVIe siècle et le XVIIIe siècle.

Au XIe siècle, les comtes de Savoie s'installent dans la région de Belley et en Valromey. Ils vont peu à peu s'étendre jusqu'au début du XVe siècle, permettant ainsi d'unifier progressivement les différents pays de l'Ain. En 1272, la Bresse leur est donnée en dot puis le Revermont cédé par le duc de Bourgogne. Cette volonté expansionniste se heurte au Dauphiné qui convoite les mêmes régions, et, au début du XIVe siècle, la guerre entre la Savoie et le Dauphiné éclate. Cette guerre prend fin avec le traité de Paris en 1355.
Le château de Pont-d'Ain est l'une des résidences favorites des princes. Louise de Savoie, mère de François Ier, y naît en 1476.

### Du rattachement à la France à la Révolution
La guerre qui oppose Henri IV et Charles-Emmanuel Ier de Savoie prend fin au traité de Lyon de 1601, négocié par René de Lucinge, seigneur des Allymes. La France cède le marquisat de Saluces et reçoit en contrepartie les provinces savoyardes de la rive droite du Rhône, qui sont rattachées à la province de Bourgogne. Seule la vallée de la Valserine reste au duché de Savoie jusqu'en 1760.
Demeurée hors du royaume, la principauté de Dombes est quant à elle finalement cédée par son souverain au roi de France en 1762.
Le département de l'Ain est créé en 1790 suivant des frontières définies depuis le Moyen Âge. L'Ain est alors divisé en 9 districts, 49 cantons et 501 communes-paroisses.

### Révolution et création du département
- Bresse
- Franche-Comté
- Bugey
- Valromey
- Dombes
- Franc-Lyonnais
- Pays de Gex

L'Ain et les provinces et pays qui occupaient son territoire avant 1790.

Carte de l'Ain (1790).

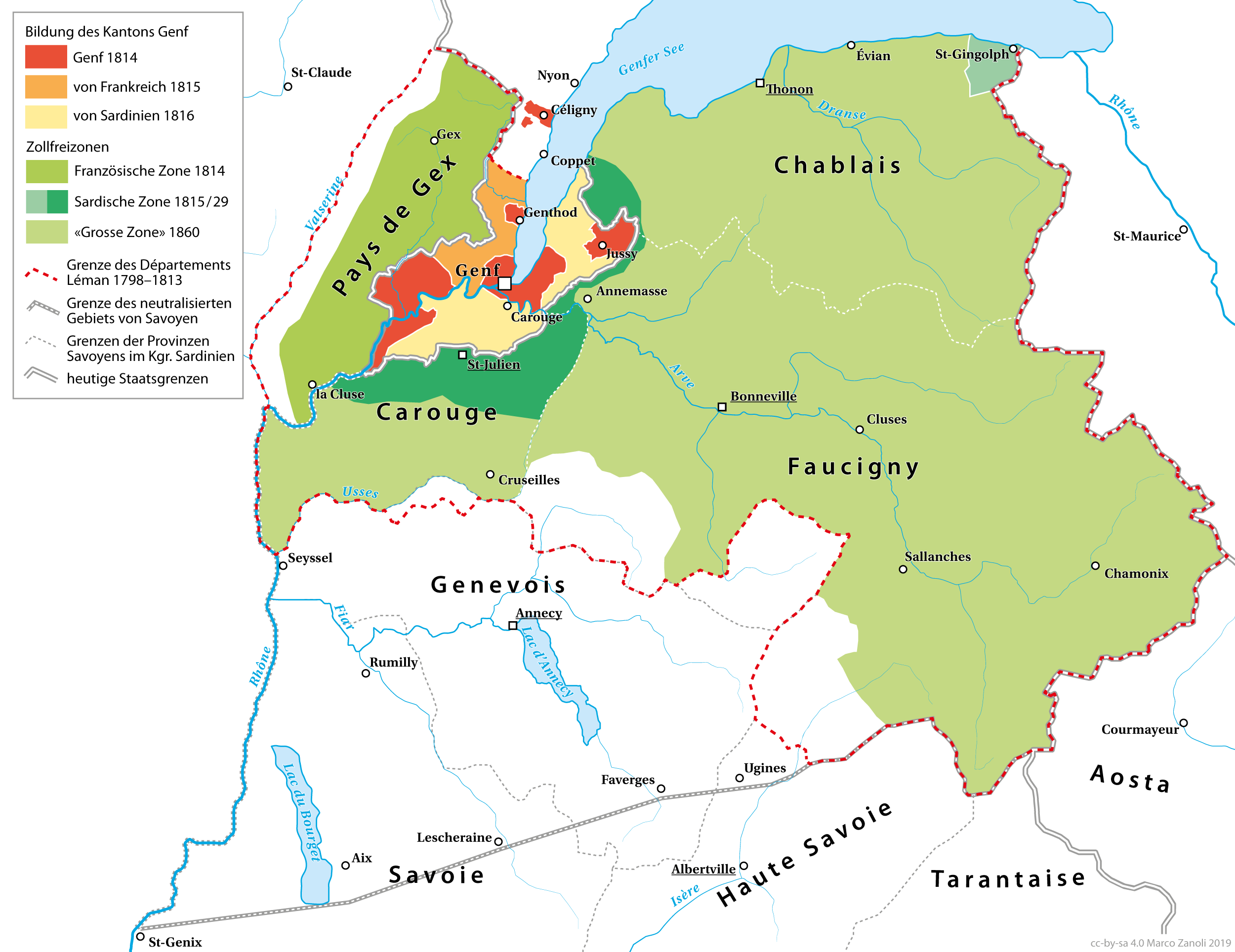
Localisation des zones franches après les traités de Paris de 1815, de Turin de 1816 et 1860.

Le département de l'Ain a été l'un des 83 départements créés à la Révolution française, le 4 mars 1790, en application de la loi du 22 décembre 1789, à partir de quatre provinces : la Bresse, le Bugey, la Dombes, le pays de Gex et d'une partie de la province de Franc-Lyonnais.
La Bresse, le Bugey et le pays de Gex étaient administrés selon les coutumes de la Bourgogne depuis leur cession par les ducs de Savoie à la France en 1601.
Initialement dénommé département de Bresse dans les documents de travail, le territoire s’appelle département de l’Ain dès sa création en mars 1790. Toutefois, département de Bresse concurrence parfois le nom officiel jusqu’en 1791 avant de s’effacer totalement dans le cadre de l'éradication des références toponymiques de l'Ancien Régime durant la Révolution française,.
De 1791 à 1793, les neuf districts (Pont-de-Vaux, Bourg, Nantua, Gex, Belley, Saint-Rambert, Montluel, Trévoux et Châtillon-les-Dombes) du département de l'Ain fournirent douze bataillons de volontaires nationaux.
Par décret du 19 ventôse an II (9 mars 1794), les deux Seyssel sont fusionnés à l'intérieur du département de l'Ain. Cette situation durera jusqu'en 1815, le traité de Paris fixera la frontière internationale à nouveau sur le Rhône. En 1860, la frontière ne sera plus que départementale.
Le pays de Gex en fut séparé de 1798 à 1814 quand fut créé le département du Léman.

### DuXIXesiècleà aujourd'hui
Après la victoire des coalisés à la bataille de Waterloo (18 juin 1815), le département est occupé par les troupes autrichiennes de juin 1815 à novembre 1818 (voir occupation de la France à la fin du Premier Empire). En 1815, afin de relier Genève à la Suisse, six communes de l'Ain (Collex-Bossy, Le Grand-Saconnex, Pregny, Vernier, Meyrin et Versoix) ainsi qu'une partie de Sauverny[réf. souhaitée] sont cédées au canton de Genève.
Une zone franche est constituée à la signature du traités de Paris de 1815, le long de la frontière suisse.
Après le coup d'État du 2 décembre 1851 de Napoléon III, l'Ain fait partie des départements placés en état de siège afin de parer à tout soulèvement massif. Moins d'une centaine d'opposants sont arrêtés.
Six communes du Sud-Ouest du département, dans la banlieue lyonnaise ont été rattachées au département du Rhône en 1967 lors de la création de la communauté urbaine de Lyon : Rillieux y compris le hameau de Vancia détaché de Miribel, Crépieux-la-Pape, Genay, Montanay, Sathonay-Camp, Sathonay-Village. Selon une proposition de loi datant de 1965, il était prévu de faire de même avec les communes de Tramoyes, Mionnay, Neyron, Miribel, Saint-Maurice-de-Beynost, Beynost et Thil.
Au 1er janvier 2016 la région Rhône-Alpes, à laquelle appartenait le département, fusionne avec la région Auvergne pour devenir la nouvelle région administrative Auvergne-Rhône-Alpes.

## Politique

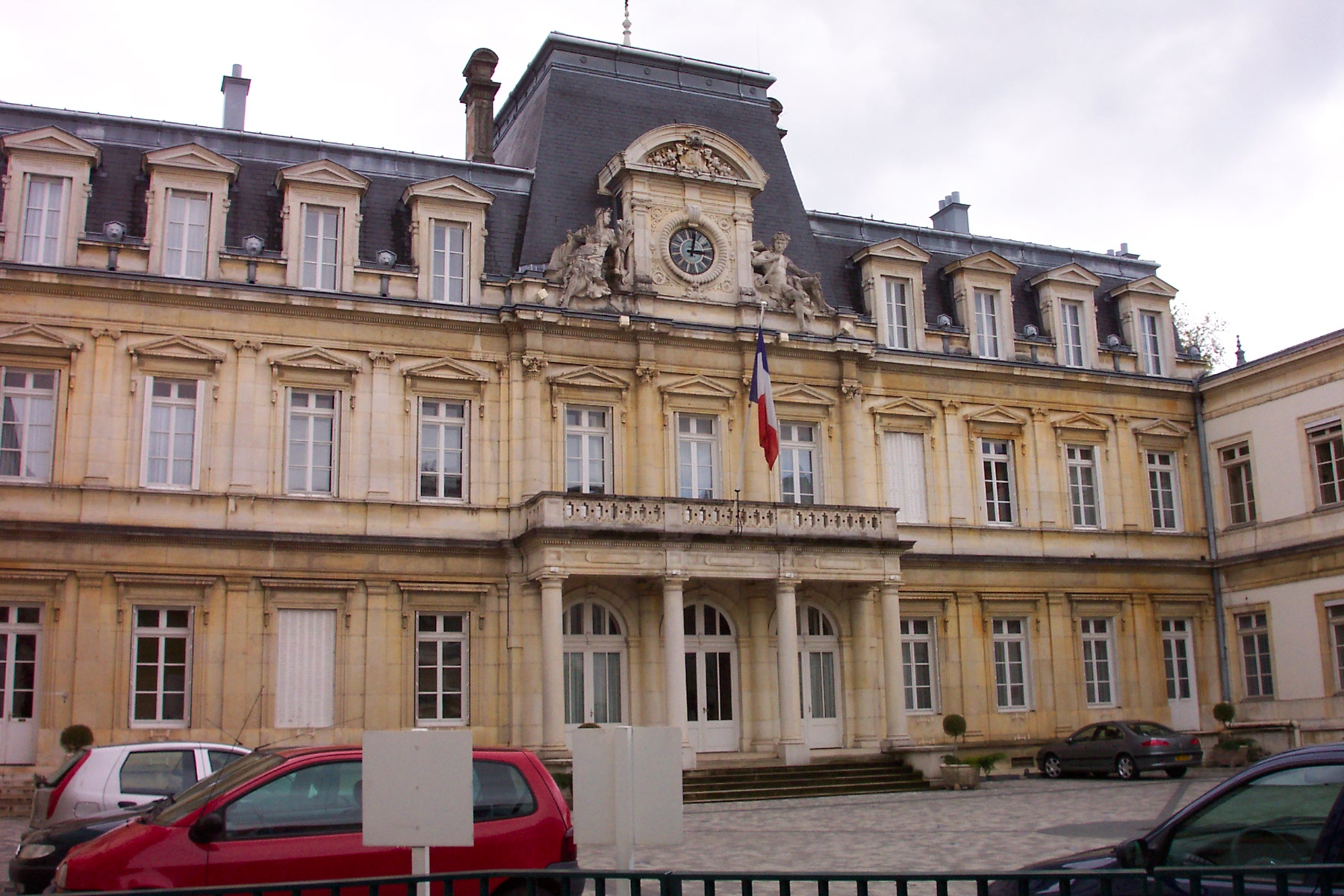
Préfecture à Bourg-en-Bresse.

## Géographie

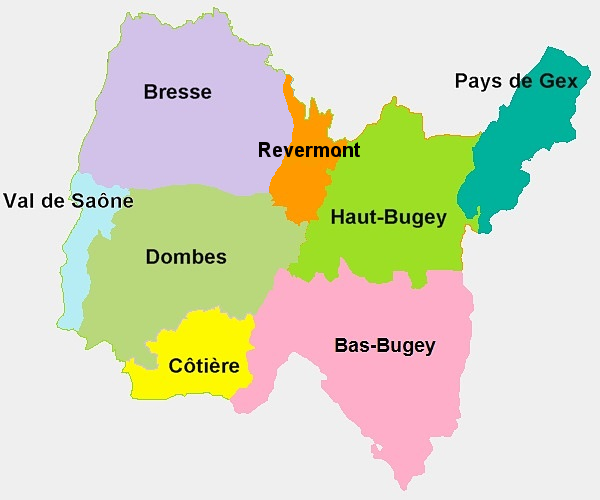
Situation approximative des régions naturelles de l'Ain.

L'Ain est caractérisé par la dualité de son relief. La rivière homonyme le traverse du nord au sud. On peut donc dire que la partie ouest est un pays de plaines (Bresse, Plaine de l'Ain-Côtière, Val de Saône) ou de bas plateau (Dombes), à l'exception du Revermont qui annonce les premiers contreforts du Jura, contrastant avec l'est (pays de Gex, Bugey) constitué de cluses, vallées et montagnes de type jurassien, dont les sommets du Jura. Le point culminant du massif du Jura et du département est le crêt de la Neige (1 720 m).
Remarque : le traitement usuel[Par qui ?] apporté au Revermont ne satisfait pas la réalité géographique. À cheval verticalement sur l'Ain et le Jura, cette région qui s'étend horizontalement entre la Bresse et le Bugey ne fait vraisemblablement partie ni de l'un, ni de l'autre :
- la première, région de plaine, s'arrête aux premières montagnes du Jura ;
- la seconde est historiquement délimitée à l'ouest par la rivière d'Ain.

Entre les deux se trouve le Revermont, dont la devise est « Entre Ain et Suran, ni Bugiste, ni Bressan »[réf. souhaitée]...

Paysages de l'Ain :
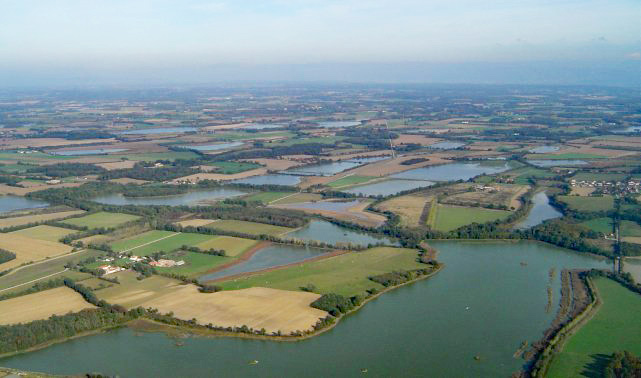
Le plateau et les étangs de la Dombes, dans l'ouest.
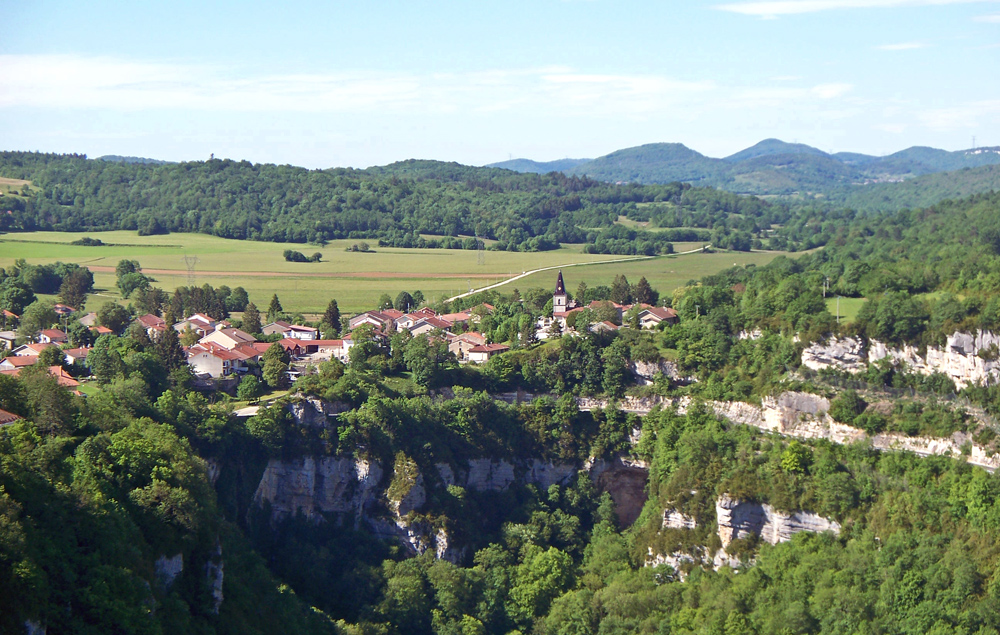
Paysage typique du Revermont à Corveissiat, au centre-nord.
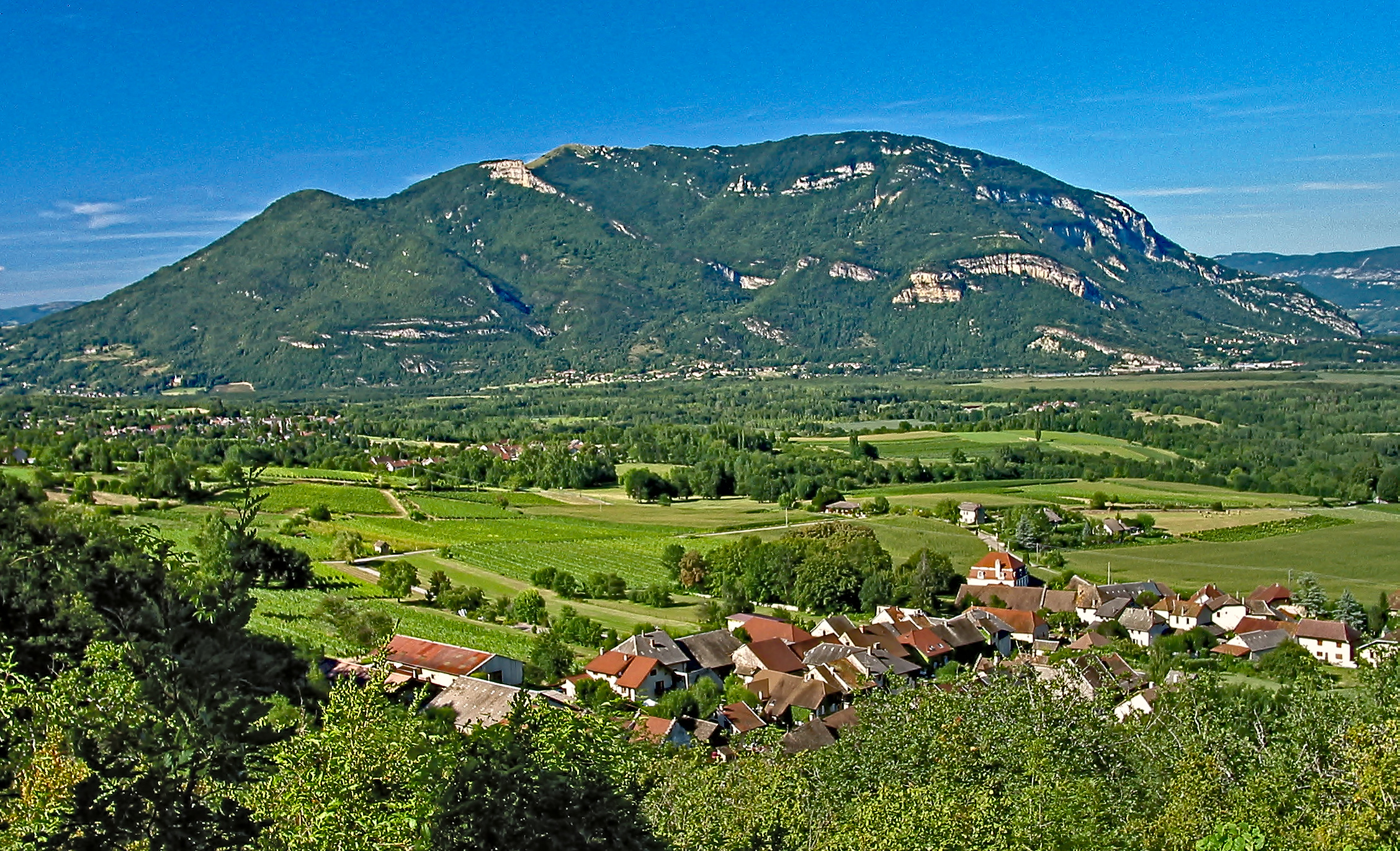
Le Grand Colombier (1 534 m) point culminant du Bugey, dans l'est.
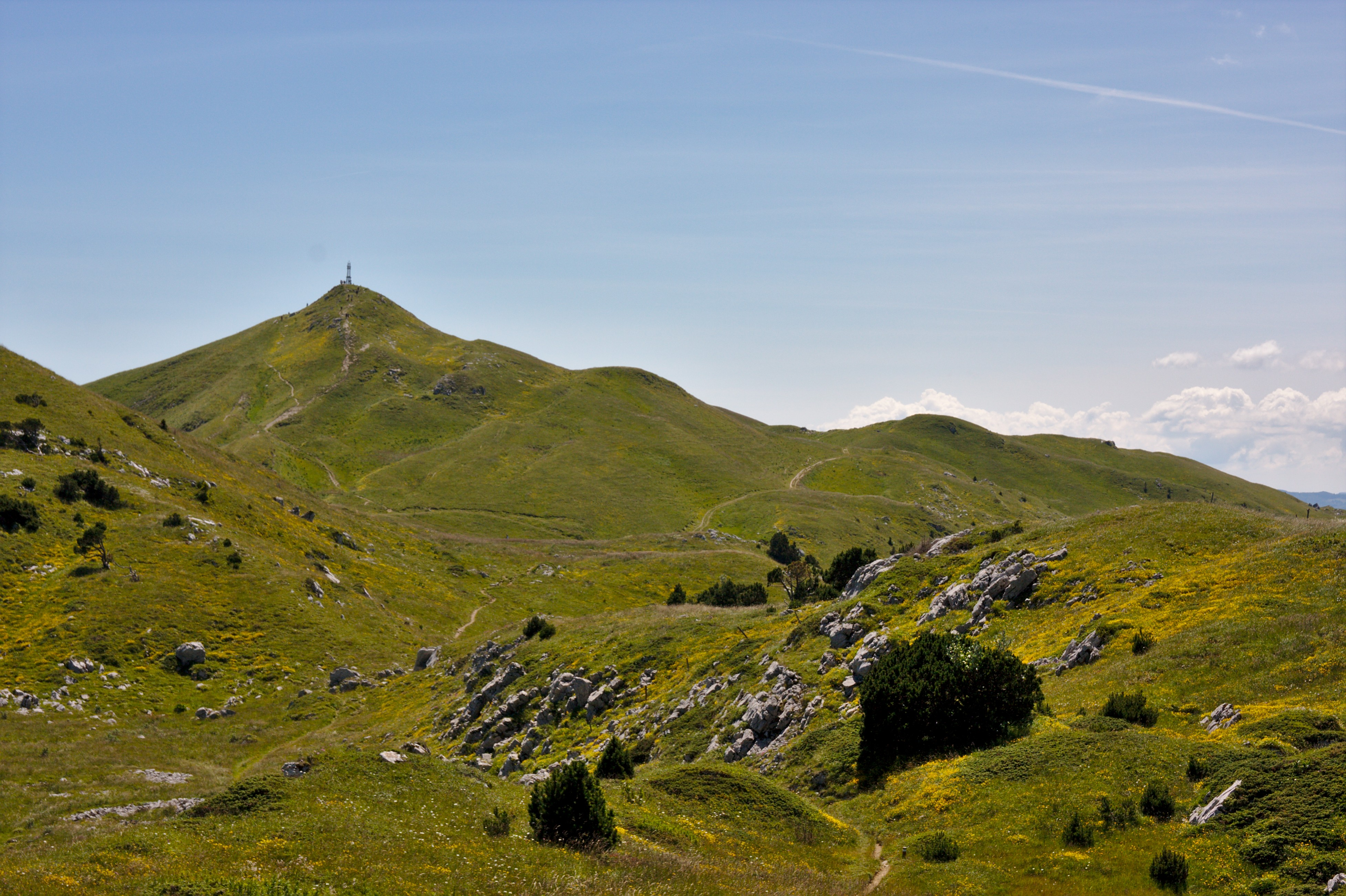
Le Reculet (1 718 m) second point culminant du département, dans le nord-est.

### Départements et cantons limitrophes
| Saône-et-Loire (Bourgogne-Franche-Comté)       | Saône-et-Loire (Bourgogne-Franche-Comté) Jura (Bourgogne-Franche-Comté) | Canton de Vaud ( Suisse) Canton de Genève ( Suisse) |
| Saône-et-Loire (Bourgogne-Franche-Comté) Rhône | Ain                                                                     | Savoie Haute-Savoie                                 |
| Métropole de Lyon                              | Rhône Isère                                                             | Savoie                                              |

## Climat
Le climat est tempéré dans l'ensemble. Les hivers sont froids dans le Haut-Bugey et le pays de Gex et plus modérés sur le reste du département. Les étés sont très chauds, voire étouffants dans le bas Bugey, la région ambarroise et le sud du département. La plaine de l'Ain est souvent balayée par des vents et des bises (vent de nord) plus ou moins forts. Le climat se prête assez bien aux diverses cultures du département.

## Économie

### Agriculture
L'Ain est souvent représenté comme un département rural, pourtant l'agriculture n'est plus depuis longtemps l'activité prépondérante. Les productions les plus fameuses concernent :
- l'élevage : volailles de Bresse (AOP) ;
- les fromages : crème et beurre de Bresse (AOP), bleu de Gex (AOP), comté (AOC), Clon, bleu de Bresse, ramequin ;
- le vignoble : vins du Bugey (AOC), manicle (AOC), cerdon (AOC).

La culture céréalière est importante en Dombes et en Bresse.

### Industrie
C'est surtout l'industrie légère qui est présente dans l'Ain, avec des bassins spécialisés (plasturgie à Oyonnax), constructions automobiles.
Le « PIPA », le parc industriel de la plaine de l'Ain, implanté depuis une trentaine d'années sur les communes de Saint-Vulbas et Blyes et s'étendant sur 330 hectares, représente un bassin d'emploi en pleine croissance, notamment dans la logistique et les industries de transformation.
La centrale nucléaire du Bugey est implantée sur la commune de Saint-Vulbas, dans le Bas-Bugey, à 19 kilomètres d'Ambérieu-en-Bugey.
La construction de véhicules, les fabrications de câbles électriques et mécaniques, l'agro-alimentaire sont fortement présents dans le bassin d'emploi de Bourg-en-Bresse.  

### Services
Bourg-en-Bresse, préfecture du département, est dotée de nombreux services liés à sa situation administrative, et de sites d'enseignement supérieur (Centre d'Études Universitaires de Bourg-en-Bresse et de l'Ain, IUT).

## Population et société

### Gentilé
Depuis 2018, Aindinois est le gentilé pour les habitants du département de l'Ain de façon générale.
Auparavant, puisqu'aucun gentilé n'existait, il était d'usage d'utiliser le gentilé des quatre régions naturelles principales du département. Ainsi, on désignait un habitant selon le pays où il habitait : Bressan pour la Bresse (que le géographe Foncin préconisait pour l'ensemble du département à la fin du XIXe siècle)[réf. nécessaire], Dombiste pour la Dombes, Bugiste (Bugeysien pour les spécialistes[Lesquels ?]) pour le Bugey et Gessien pour le pays de Gex. Toutefois, dans la littérature scientifique, on retrouve à plusieurs reprises l'adjectif idanien (-ne) pour désigner soit des reliefs proches de la rivière d'Ain, soit des régions situées dans le département de l'Ain. Cet adjectif a été formé sur le mot Idanus qui désignait la rivière d'Ain.
Depuis le 24 juin 2018, les habitants de l’Ain ont un gentilé officiel, déposé à l’INPI : « Aindinois » (ou « Aindinoise » au féminin). Le président du conseil départemental, Jean Deguerry, a proposé aux habitants de l’Ain de statuer sur leur nom. En janvier 2017, un comité de pilotage, composé de membres emblématiques ayant tous un lien privilégié avec l'Ain, s'est réuni pour sélectionner trois gentilés parmi les propositions spontanées des habitants. À l'issue d'une consultation qui s'est déroulée du 10 février au 10 avril 2018, le nom Aindinois a été choisi. 30 000 votes ont permis de départager ces trois propositions. Celle d'Aindinois et Aindinoises a obtenu les deux tiers des suffrages.
Les habitants des petites régions du département (Bresse, Bugey, Dombes, Côtière, Val de Saône, Revermont, pays de Gex) conservent leur gentilé de territoire.

### Démographie

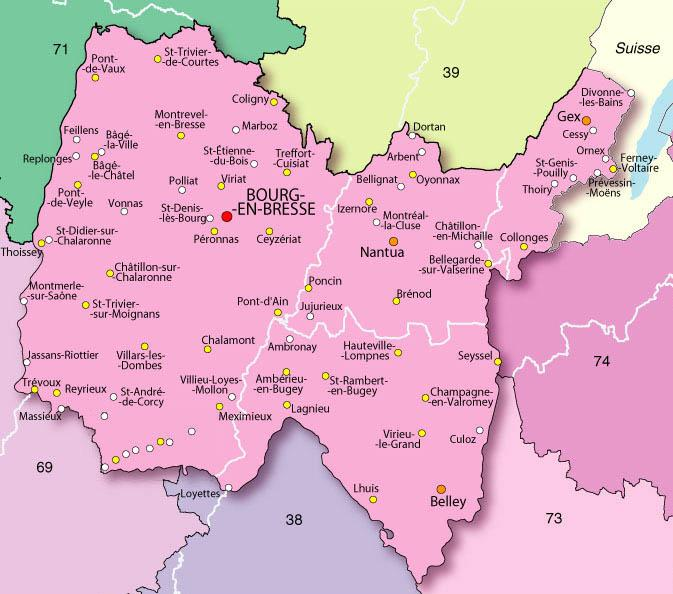
La carte des principales communes du département.

L'Ain ne possède pas de grande ville, Bourg-en-Bresse et Oyonnax étant des villes moyennes, mais un réseau dense de bourgs et de petites villes. Après avoir un peu diminué dans la deuxième moitié du XIXe siècle, en raison de l'exode rural, puis très fortement au moment de la Première Guerre mondiale, le nombre d'habitants a recommencé à augmenter après la Seconde Guerre mondiale. Dynamisé par la proximité de Lyon, dont la banlieue atteint le sud-ouest du département, et de Genève, dont la banlieue s'étend en partie sur le pays de Gex, l'Ain a connu une forte augmentation de sa population, surtout au cours des quatre dernières décennies, passant de 339 262 habitants en 1968 à 515 270 en 1999 et à 626 127 en 2014.
Depuis quelques années, l'ouest du département connaît également une embellie démographique grâce à la proximité de Mâcon (34 759 habitants), préfecture de Saône-et-Loire et de Villefranche-sur-Saône (36 224 habitants), sous-préfecture du Rhône, deux villes limitrophes de l'Ain dont les agglomérations tendent à s'étendre sur le département.

#### Évolution démographique
En 2022, le département comptait 671 289 habitants, en évolution de +5,15 % par rapport à 2016 (France hors Mayotte : +2,11 %).
| 1791    | 1801    | 1806    | 1821 | 1826 | 1831    | 1836    | 1841    | 1846 |
| ------- | ------- | ------- | ---- | ---- | ------- | ------- | ------- | ---- |
| 307 756 | 297 071 | 304 468 | -    | -    | 346 030 | 346 188 | 355 694 | -    |

| 1851    | 1856    | 1861    | 1866    | 1872    | 1876    | 1881    | 1886    | 1891    |
| ------- | ------- | ------- | ------- | ------- | ------- | ------- | ------- | ------- |
| 372 939 | 370 919 | 369 767 | 371 643 | 363 290 | 365 462 | 363 472 | 364 408 | 356 907 |

| 1896    | 1901    | 1906    | 1911    | 1921    | 1926    | 1931    | 1936    | 1946    |
| ------- | ------- | ------- | ------- | ------- | ------- | ------- | ------- | ------- |
| 351 569 | 350 416 | 345 856 | 342 482 | 315 757 | 317 195 | 322 918 | 316 710 | 306 778 |

| 1954    | 1962    | 1968    | 1975    | 1982    | 1990    | 1999    | 2006    | 2011    |
| ------- | ------- | ------- | ------- | ------- | ------- | ------- | ------- | ------- |
| 311 941 | 327 146 | 339 262 | 376 477 | 418 516 | 471 019 | 515 270 | 566 740 | 603 827 |

| 2016    | 2021    | 2022    | - | - | - | - | - | - |
| ------- | ------- | ------- | - | - | - | - | - | - |
| 638 425 | 663 202 | 671 289 | - | - | - | - | - | - |

#### Pyramide des âges
| Hommes | Classe d’âge | Femmes |
| ------ | ------------ | ------ |
| 0,6    | 90 ou +      | 1,6    |
| 6,3    | 75-89 ans    | 8,1    |
| 15,5   | 60-74 ans    | 16,2   |
| 21     | 45-59 ans    | 20,4   |
| 19,8   | 30-44 ans    | 19,8   |
| 16,4   | 15-29 ans    | 15     |
| 20,4   | 0-14 ans     | 18,9   |

| Hommes | Classe d’âge | Femmes |
| ------ | ------------ | ------ |
| 0,7    | 90 ou +      | 1,9    |
| 7,1    | 75-89 ans    | 9,5    |
| 16,1   | 60-74 ans    | 17     |
| 20     | 45-59 ans    | 19,3   |
| 19     | 30-44 ans    | 18,6   |
| 18,3   | 15-29 ans    | 16,8   |
| 18,8   | 0-14 ans     | 17     |

#### Population des principales communes
| Nom                 | Code Insee | Intercommunalité                | Superficie (km2) | Population (dernière pop. légale) | Densité (hab./km2) | Modifier                                    |
| ------------------- | ---------- | ------------------------------- | ---------------- | --------------------------------- | ------------------ | ------------------------------------------- |
| Bourg-en-Bresse     | 01053      | CA du Bassin de Bourg-en-Bresse | 23,86            | 42 065 (2022)                     | 1 763              | modifier les données · modifier les données |
| Oyonnax             | 01283      | CA Haut-Bugey Agglomération     | 36,18            | 22 378 (2022)                     | 619                | modifier les données · modifier les données |
| Valserhône          | 01033      | CC Terre Valserhône l'interco   | 62,53            | 16 162 (2022)                     | 258                | modifier les données · modifier les données |
| Ambérieu-en-Bugey   | 01004      | CC de la Plaine de l'Ain        | 24,60            | 15 554 (2022)                     | 632                | modifier les données · modifier les données |
| Saint-Genis-Pouilly | 01354      | CA Pays de Gex Agglo            | 9,77             | 14 584 (2022)                     | 1 493              | modifier les données · modifier les données |
| Gex                 | 01173      | CA Pays de Gex Agglo            | 32,02            | 13 455 (2022)                     | 420                | modifier les données · modifier les données |
| Ferney-Voltaire     | 01160      | CA Pays de Gex Agglo            | 4,78             | 11 530 (2022)                     | 2 412              | modifier les données · modifier les données |
| Miribel             | 01249      | CC de Miribel et du Plateau     | 24,49            | 10 450 (2022)                     | 427                | modifier les données · modifier les données |
| Divonne-les-Bains   | 01143      | CA Pays de Gex Agglo            | 33,88            | 10 300 (2022)                     | 304                | modifier les données · modifier les données |
| Belley              | 01034      | CC Bugey Sud                    | 22,42            | 9 270 (2022)                      | 413                | modifier les données · modifier les données |
| Prévessin-Moëns     | 01313      | CA Pays de Gex Agglo            | 12,07            | 9 081 (2022)                      | 752                | modifier les données · modifier les données |
| Meximieux           | 01244      | CC de la Plaine de l'Ain        | 13,75            | 8 198 (2022)                      | 596                | modifier les données · modifier les données |
| Lagnieu             | 01202      | CC de la Plaine de l'Ain        | 27,25            | 7 321 (2022)                      | 269                | modifier les données · modifier les données |
| Viriat              | 01451      | CA du Bassin de Bourg-en-Bresse | 45,03            | 6 955 (2022)                      | 154                | modifier les données · modifier les données |
| Trévoux             | 01427      | CC Dombes Saône Vallée          | 5,71             | 6 931 (2022)                      | 1 214              | modifier les données · modifier les données |

#### Unités urbaines
Selon le découpage effectué en 2020 par l'INSEE, trente-cinq unités urbaines sont centrées sur une commune du département : treize composées d'une commune isolée, treize bi-communales, et neuf formant de petites agglomérations composées de trois à six communes. Trente-trois autres communes du département appartiennent à des unités urbaines centrées sur des communes d'un autre département. 
Les unités urbaines regroupant plus de 5 000 habitants dans l'Ain sont :
| Rang | Nom de l'unité urbaine                    | Population de la partie aindinoise (2020) | Nombre de communes dans l'Ain (dont villes-centres) |
| ---- | ----------------------------------------- | ----------------------------------------- | --------------------------------------------------- |
| -    | Lyon                                      | 73 036                                    | 20 dans l'Ain                                       |
| 1    | Bourg-en-Bresse                           | 61 732                                    | 5                                                   |
| -    | Genève - Annemasse (partie française)     | 46 753                                    | 6 dans l'Ain                                        |
| 2    | Oyonnax                                   | 31 348                                    | 5                                                   |
| 3    | Gex                                       | 20 367                                    | 3                                                   |
| 4    | Ambérieu-en-Bugey                         | 17 301                                    | 3                                                   |
| 5    | Valserhône                                | 16 434                                    | 1 dans l'Ain                                        |
| 6    | Meximieux                                 | 10 789                                    | 3                                                   |
| 7    | Belley                                    | 10 340                                    | 2                                                   |
| 8    | Divonne-les-Bains (partie française)      | 9 999                                     | 1                                                   |
| 9    | Lagnieu                                   | 8 331                                     | 2                                                   |
| 10   | Montréal-la-Cluse                         | 8 216                                     | 5                                                   |
| 11   | Béligneux                                 | 6 061                                     | 2                                                   |
| 12   | Bâgé-Dommartin                            | 5 837                                     | 3                                                   |
| -    | Unité urbaine de Belleville-en-Beaujolais | 5 248                                     | 2 dans l'Ain                                        |

#### Aires urbaines
Selon l'INSEE, l'Ain comptait en 2010 huit aires urbaines centrées sur des unités urbaines du département. Plusieurs communes et unités urbaines du département appartenaient également aux aires urbaines de Lyon (134), Mâcon (24) et Genève - Annemasse (24).
| Rang | Nom de l'aire urbaine                 | Population de la partie aindinoise (2016) | Nombre de communes dans l'Ain (dont villes-centres) |
| ---- | ------------------------------------- | ----------------------------------------- | --------------------------------------------------- |
| -    | Lyon                                  | 224 286                                   | 133                                                 |
| 1    | Bourg-en-Bresse                       | 127 047                                   | 68                                                  |
| -    | Genève - Annemasse (partie française) | 84 716                                    | 24                                                  |
| 2    | Oyonnax                               | 41 264                                    | 21                                                  |
| -    | Mâcon                                 | 32 373                                    | 24                                                  |
| 3    | Valserhône                            | 17 287                                    | 1                                                   |
| 4    | Belley                                | 16 564                                    | 15                                                  |
| 5    | Montréal-la-Cluse                     | 5 856                                     | 4                                                   |
| 6    | Hauteville-Lompnes                    | 5 549                                     | 3                                                   |
| 7    | Nantua                                | 4 085                                     | 2                                                   |
| 8    | Culoz                                 | 3 035                                     | 1                                                   |

### Les résidences secondaires
En 2008, le département comptait 6,3 % de résidences secondaires. Ce tableau indique les principales communes de l'Ain dont les résidences secondaires et occasionnelles dépassent 10 % des logements totaux en 2008.
| Ville                | Population SDC | Nombre de logements | Résidences secondaires | % résidences secondaires |
| -------------------- | -------------- | ------------------- | ---------------------- | ------------------------ |
| Lélex                | 225            | 693                 | 562                    | 81,10 %                  |
| Mijoux               | 380            | 681                 | 493                    | 72,36 %                  |
| Serrières-sur-Ain    | 116            | 172                 | 100                    | 57,86 %                  |
| Hotonnes             | 300            | 298                 | 132                    | 44,23 %                  |
| Le Poizat            | 424            | 299                 | 115                    | 38,46 %                  |
| Chézery-Forens       | 403            | 399                 | 140                    | 35,24 %                  |
| Belmont-Luthézieu    | 489            | 385                 | 135                    | 35,13 %                  |
| Matafelon-Granges    | 653            | 395                 | 125                    | 31,53 %                  |
| Hautecourt-Romanèche | 748            | 462                 | 117                    | 25,26 %                  |
| Corbonod             | 1 152          | 621                 | 141                    | 22,72 %                  |
| Lhuis                | 817            | 479                 | 107                    | 22,37 %                  |
| Divonne-les-Bains    | 7 806          | 4 879               | 1 080                  | 22,13 %                  |
| Ceyzérieu            | 893            | 529                 | 103                    | 19,47 %                  |
| Ferney-Voltaire      | 7 822          | 5 063               | 774                    | 15,29 %                  |
| Tenay                | 1 105          | 747                 | 107                    | 14,32 %                  |
| Jujurieux            | 2 022          | 1 103               | 123                    | 11,15 %                  |
| Prévessin-Moëns      | 5 300          | 2 440               | 258                    | 10,57 %                  |

### Population étrangère
| Pays de naissance des immigrés | Population (2020) |
| ------------------------------ | ----------------- |
| Maroc                          | 9 289             |
| Suisse                         | 9 133             |
| Portugal                       | 8 666             |
| Italie                         | 6 585             |
| Turquie                        | 5 929             |
| Algérie                        | 4 441             |
| Espagne                        | 3 534             |
| Royaume-Uni                    | 2 459             |
| Serbie                         | 2 108             |
| Tunisie                        | 2 040             |
| Allemagne                      | 1 530             |
| Belgique                       | 1 161             |
| Pologne                        | 1 063             |

- Source INSEE, chiffres au 01/01/2008.

## Tourisme

### Lieux et monuments

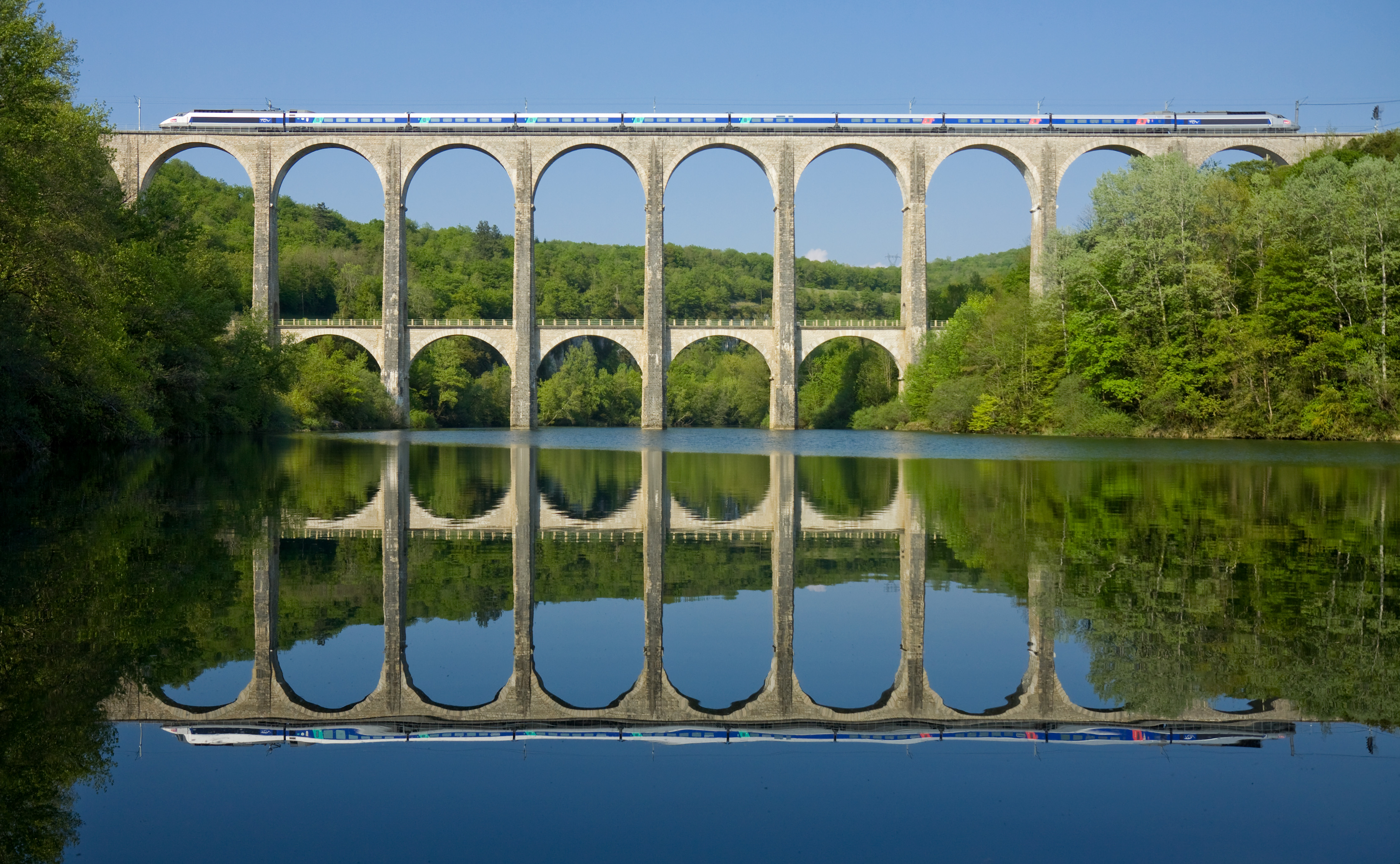
Le viaduc de Cize-Bolozon.

Bourg-en-Bresse comprend de nombreux témoignages du passé avec ses nombreux musées et monuments historiques. On peut notamment citer le monastère royal de Brou, le musée municipal de Bourg-en-Bresse qui présente une riche collection d'art français, flamand et italien du XVe siècle au XXe siècle ou encore, la cocathédrale Notre-Dame-de-l'Annonciation.
Dans le Bugey, on peut observer le château médiéval des Allymes, la cathédrale Saint-Jean de Belley ou encore l'abbaye Notre-Dame d'Ambronay. On y voit également le musée départemental du Bugey-Valromey et le musée départemental d'Histoire de la Résistance et de la Déportation de l'Ain et du Haut-Jura.
Le parc naturel régional du Haut-Jura comprend le Bugey et le pays de Gex.
La commune de Pérouges est connue pour sa cité médiévale et est classée parmi les Plus Beaux Villages de France.
La Dombes est également connu pour accueillir le Parc des oiseaux qui regroupe une collection de plus de 2 000 oiseaux du monde entier dans une réserve de 380 hectares. Avec 286 000 visiteurs en 2018, c'est l'un des sites les plus visités du département.
Le département est arrosé par plusieurs cours d'eau dont certains permettent des activités de loisirs nautiques : l'Ain, la Saône, le Rhône (notamment une de ses dérivations, le canal de Miribel sur le territoire de la Côtière) et la Veyle.
De plus, un certain nombre de lacs sont localisés dans l'Ain : le lac de Nantua, le lac de Sylans et le lac de Coiselet. D'autres lacs de tailles plus modestes sont également dans le département : le lac Genin, le lac de Divonne, le lac de Glandieu et le lac d'Ambléon.

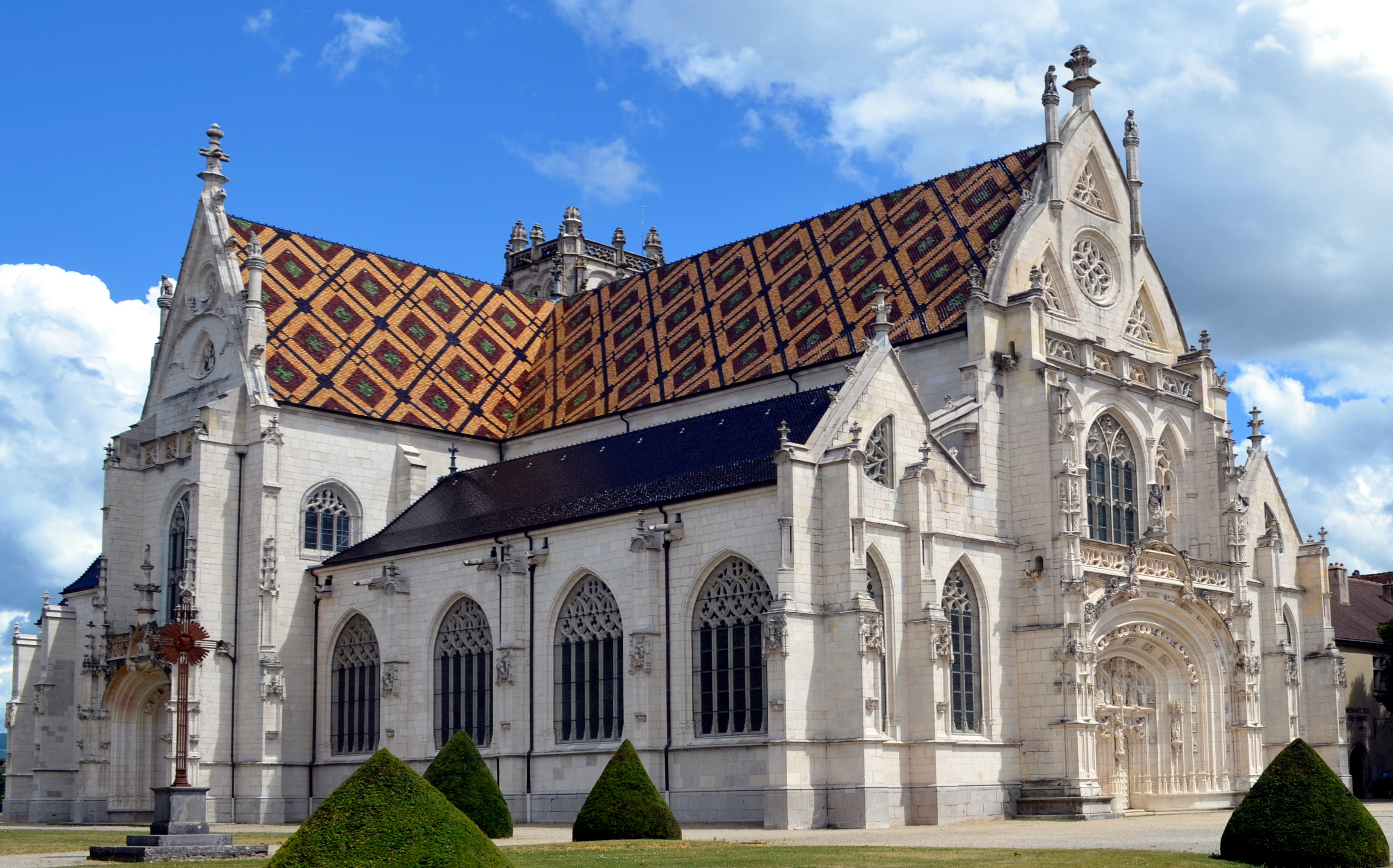
Le monastère royal de Brou (Bourg-en-Bresse).

## Symboles

### Héraldique
| Blason | Blasonnement : Écartelé : en 1 d’azur au lion contourné d’hermine, en 2 d’azur aux trois morailles d’or rangées en pal et au chef d’argent chargé d’un lion issant de gueules, en 3 d’azur aux trois fleurs de lys d’or et au bâton péri en bande de gueules et en 4 de gueules au lion d’hermine ; sur l’écartelé la croix tréflée d’argent. Commentaires : Le blason de l'Ain représente les seigneurs de Bresse en 1, le pays de Gex et la famille champenoise de Joinville en 2, la Dombes en 3 et les seigneurs du Bugey en 4. La croix tréflée est celle de l’ordre de Saint-Maurice. |

### Logotype
Le conseil départemental de l’Ain change de logotype pour un plus clair et lisible en mai 2015. Le bleu représente l’industrie et le dynamisme, le vert l’agriculture, l’environnement et le tourisme.

Logo de l'Ain (conseil général) jusqu'à avril 2015.
Logo de l'Ain (conseil départemental) d'avril à mai 2015.
Logo de l'Ain (conseil départemental) de mai 2015 à janvier 2018.
Logo de l'Ain (conseil départemental) depuis janvier 2018.